# White Chuck River
Der White Chuck River ist ein Fluss in dem US-Bundesstaat Washington. Er ist den Zufluss des Sauk River.

## Flusslauf
Der White Chuck River entspringt den Hängen des Glacier Peak in der Kaskadenkette. Er fließt meistens nördlich zum Sauk River um südlich von Darrington in diesen zu fließen. Der Sauk River wiederum fließt in den Skagit River, welcher sich in die Skagit Bay, Teil des Puget Sound entleert.